# Pomme C
Pour les articles homonymes, voir Pomme (homonymie).
Albums de Calogero
Live 1.0
(2005) L’Embellie
(2009)
Singles
1. Le Saut de l'ange
Sortie : 2007
2. Pomme C
Sortie : 12 mars 2007
3. Danser encore
Sortie : 2008

Pomme C est le quatrième album de Calogero sorti le 12 mars 2007. Les textes sont entièrement écrits par Zazie et Calogero est à l'origine de toutes les musiques, avec comme à son habitude, l'aide de son frère Gioacchino pour le titre Pomme C. Calogero et son équipe l'ont enregistré en Toscane, à Pergolato, non pas dans un studio mais dans une maison. Quelques parties de l'enregistrement se sont aussi déroulées en France et en Belgique.
Bien que le succès de l'album soit moindre par rapport à ses prédécesseurs, il rencontrera un succès non négligeable (plus de 300 000 exemplaires vendus). 
Pour lui, cet album n'est pas celui de la maturité, ni celui de la continuité de l'album 3 : il marque le début d'un nouveau cycle.
Le public s'interroge en revanche sur l'origine du titre Pomme C, pensant qu'il pourrait faire référence à un raccourci clavier sur les ordinateurs Mac : Pomme + C qui correspond à l'action Copier. Dans cette chanson, parmi les paroles on retrouve :
« Un peu d'amour, copier-coller

Un peu d'amour, pomme C »
De plus, au début du clip de la chanson, deux choses font référence à l'univers Apple. On peut en effet entendre la phrase démonstration de la voix Vicky des Mac : Isn't it nice to have a computer that will talk to you. Puis vient un gros plan sur le clavier montrant que ce clavier est celui d'un Mac / Apple grâce à la présence de la touche « Pomme ». Tout cela appuie cette idée ; cependant, Calogero n'a jamais officiellement confirmé cette version.

## Liste des titres
| No  | Titre                                                                                          | Durée |
| --- | ---------------------------------------------------------------------------------------------- | ----- |
| 1.  | Pomme C                                                                                        | 3:17  |
| 2.  | Le Saut de l'ange                                                                              | 4:48  |
| 3.  | Game over                                                                                      | 3:27  |
| 4.  | Suis-je assez clair                                                                            | 4:00  |
| 5.  | Drôle d'animal                                                                                 | 3:02  |
| 6.  | Me dit-elle                                                                                    | 4:36  |
| 7.  | Sans l'amour                                                                                   | 5:26  |
| 8.  | Danser encore                                                                                  | 3:07  |
| 9.  | Mélodies en sous-sol                                                                           | 5:07  |
| 10. | Je sais                                                                                        | 5:01  |
| 11. | Hypocondriaque (inclut le titre 6 milliards de personnes qui apparaît après quelques secondes) | 8:34  |

## Classements
| Pays          | Meilleure position |
| ------------- | ------------------ |
| France        | 2                  |
| Belgique (fr) | 1                  |
| Suisse        | 16                 |